# ТЕС Бурайда
ТЕС Бурайда — теплова електростанція в центральній частині Саудівської Аравії.
В 1977—1982 роках на майданчику станції стали до ладу п'ять встановлених на роботу у відкритому циклі газових турбін Brown Boverie and Cie потужністю по 20,9 МВт.
Як паливо станція використовує нафтопродукти.